# 艾利嘉 (佐治亚州)
埃利傑（英語：Ellijay）是一個位於美國喬治亞州吉爾默縣的城市。根據2010年美國人口普查，該地人口為1619人，而該地的面積約為9.20平方千米。同時該地也是吉爾默縣的縣治。

## 地理
埃利傑的座標為34°41′41″N 84°29′01″W / 34.69472°N 84.48361°W，而該地的平均海拔高度為390米（即1280英尺）。